# خبز فنلندي
الخبز الفلندي (بالإنجليزية: Finnish bread) في فنلندا، الخبز غذاء مهم جداً، يـُقدم مع كل وجبة تقريباً بأنواع مختلفة عديدة منتجة محلياً.
في إقليم أولند الناطق بالسويدية، توجد أصناف أخرى من الخبز، يرجع الفضل بمعظمها إلى المطبخ السويدي.

## خبز الشيلم

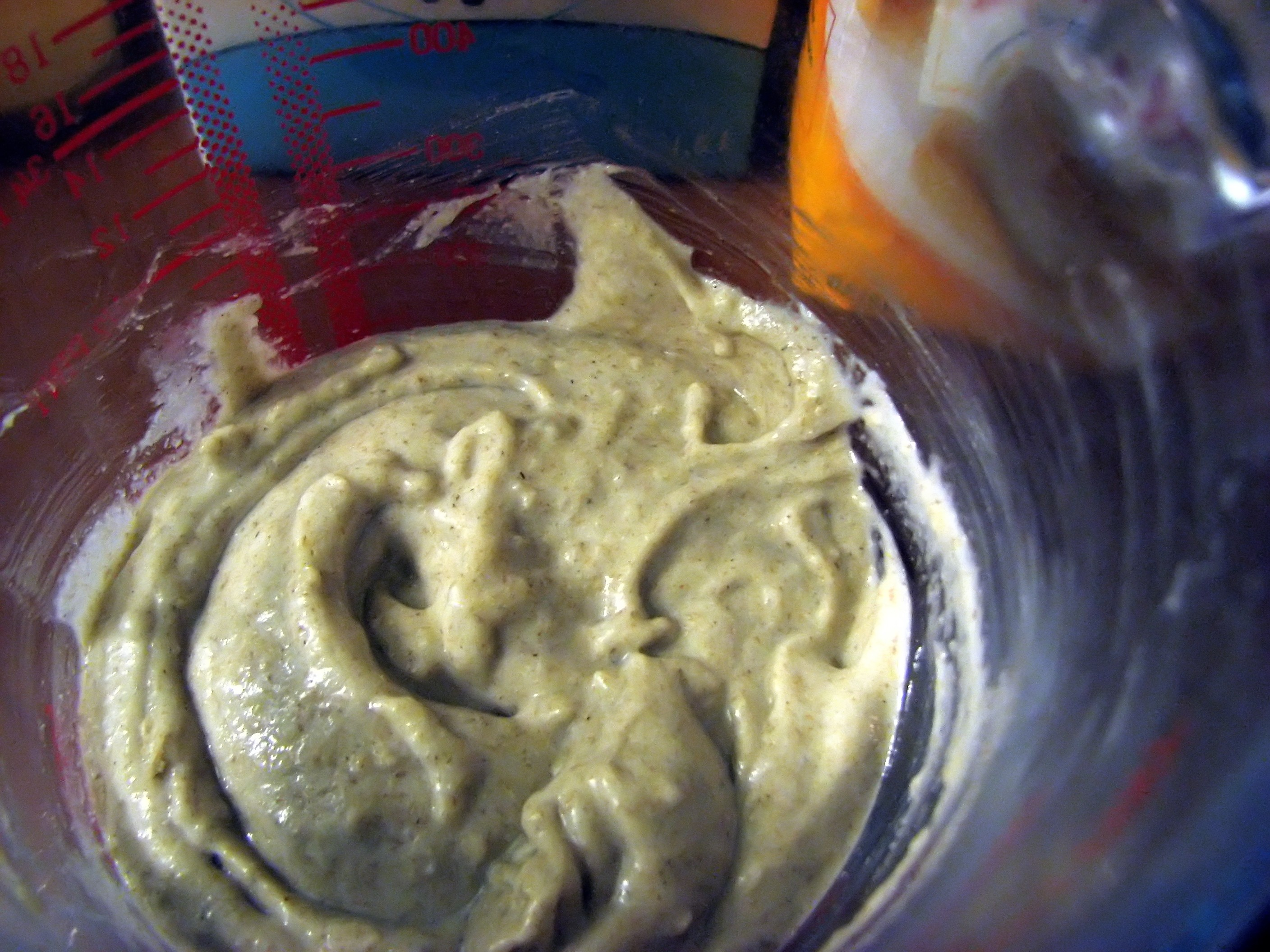
العجين الحامض المبدئي، وقاعدة أغلب خبز الشيلم الفنلندي

خبز الشيلم (Ruisleipä أو hapanleipä وتعني خبز حامض) خبز أسمر حامض ينتج بكميات كبيرة في فنلندا، حيث أنه النوع الأكثر شعبية من الخبز.
مقارنة مع النوع الألماني أكثر شعبية عالمياً، يميل خبز الشيلم الفنلندي إلى أن يكون أقل زيتية أو في رطوبة الملمس. أكثر الأنواع شيوعاً من خبز الشيلم الفنلندي ليست حلوة، على العكس من خبز الشيلم السويدي. توجد هذه الأيام إضافة إلى الخبز التقليدي، خبر أحدث وأرطب. يتشتهر خبز الشيلم بمقاومته للتلف، بل قد يخزن لمدة أسابيع أو أشهر دون أن يتعفن. بالإضافة إلى ذلك، إذا ما تركت على الطاولة، يجف بسرعة ويصبح مقرمشاً فيخزن لأجل غير مسمى.

### ليمبو
يسمى خبز الشيلم الفنلندي الشرقي التقليدي «ليمبو» (limppu). أقرب ترجمة لها إلى العربية هي رغيف، ولكن هذا لا يصف في الواقع الشكل، فالخبز البصلي هو المعروف فعلا باسم ليمبو، ويمكن أن تسبب التباس حيث أن الأرغفة المستطيلة متوفر أيضا ولا تسمى ليمبو. هذا الخبز أسمر وحامض الطعم، وكثيف وثقيل وجاف نسبياً. يظل مذاقه ليناً بما يكفي للمضغ بسهولة، ويمكن تمييز التخمر بسهولة حتى بالعين المجردة. كان هذا النوع من الخبز ينتج عادة على فترات ثابتة على مدار السنة، في حين يؤكد التقليد الفنلندي الغربي على دورات خبز نادرة مع تخزين طويل الأجل.
الليمبو شائع في شبه جزيرة ميشيغان العليا لكثرة المهاجرين الفنلنديين. ويمكن أن يقدم الليمبو في العديد من الحانات والمطاعم عبر شبه الجزيرة.

### ريكاليبا

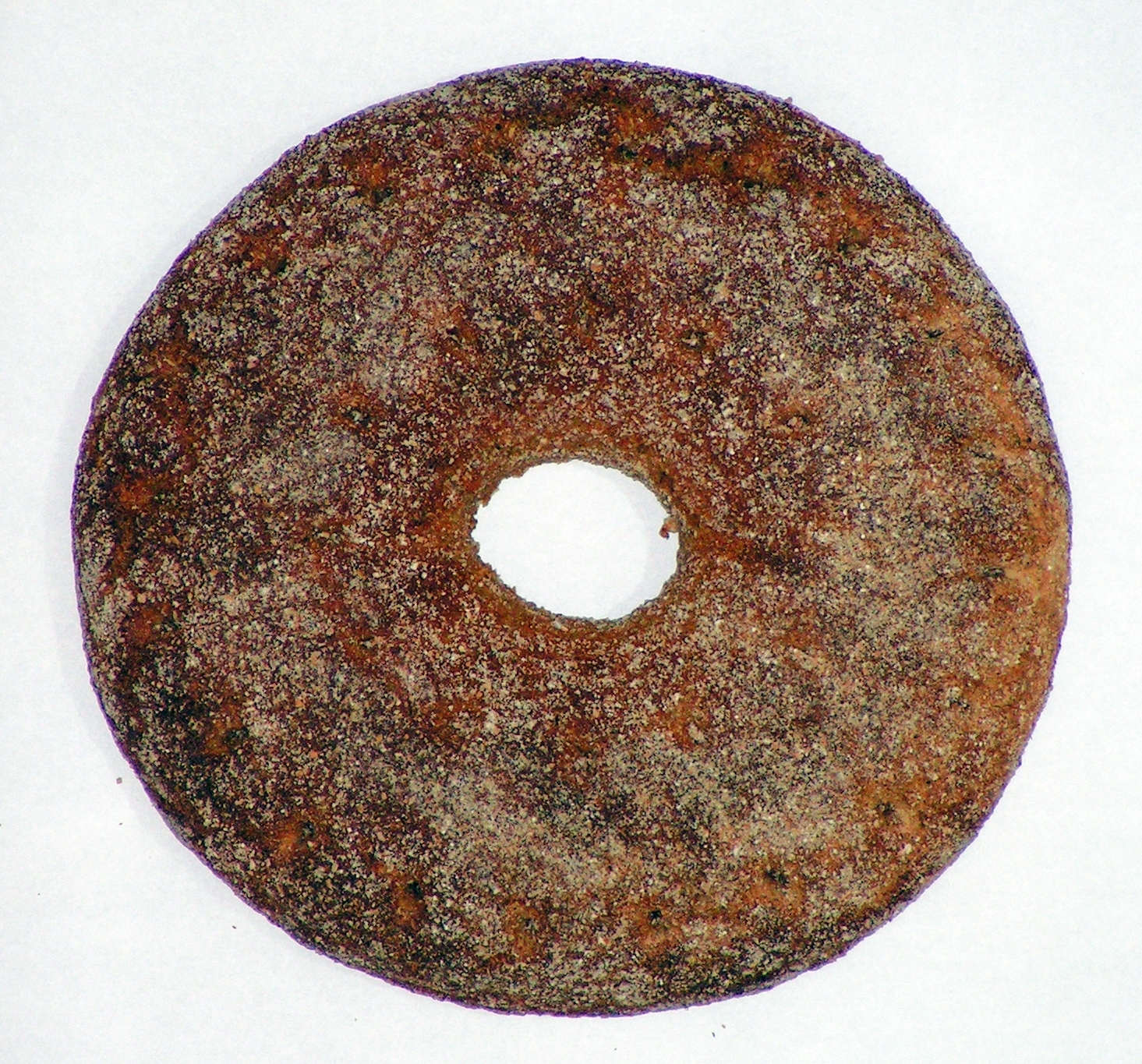
ريكاليبا

خبز الشيلم الفنلندي الغربي التقليدي (Reikäleipä حرفياً. خبز الثقب) يتم تجفيفه بالقرب من سقف المطبخ ويحفظ خلال فصل الشتاء الطويل في أشكال عديدة. في الوقت الحاضر هذا النوع من الخبز متوفرة بجميع أشكاله ومراحل التعتيق في كل أنحاء فنلندا، بغض النظر عن الموسم.

### رويسبلا
فاسان رويسبلا (Vaasan Ruispala)، نوع من خبز الشيلم من شركة فاسان، التي تدعي أنه «الخبز الأكثر شعبية» في فنلندا. إلا أنه مشابهة لخبز ريكاليبا إلا أنه موجه أكثر نحو المستهلك. يأتي في قطعة واحدة، تمزج طعم خبز شيلم كثيف مع تسليم في نفس اليوم، يستعير من تقاليد خبز الشيلم الألماني في الحفاظ على قوام أكثر الرطوبة وزيتية مما في التقليد الفنلندي، فيكون له أفضل مواصفات حفظ الرطوبة لخبز الشيلم التقليدي من خلال خدمة كل قطعة خبز كزوج من نصفين قبل قطع، يحميان بعضهما البعض ولكن يمكن فصلهما بسهولة.
لا تخلو علامة تجارية من المنافسين. اثنان منهم خبز رويسبويكولت (Ruispuikulat) (منافس أحدث) من شركة فاتسر وهو مستطيل الشكل، وخبز ريسوميس (Reissumies) الدائري من شركة أولولاينن (سابقةً فاسا بعقد تقريباً). كلا المنافسين أكثر تقليدي بوضوح في تشكيل الرويسبلا، وتغيران أساساً الحجم وشكل خبز الشيلم التقليدي. لكون خبز الشيلم هو الرئيسي في فنلندا، وتبقى المنافسة بين العلامات التجارية شديدة لهذا اليوم.

### يلكيونيليبا
كان التقليد القديم يقتضي بأن يخبز الخبز للعام كاملا في المنزل في غضون أيام قليلة، في فرن كبير يستغرق وقتاً طويلاً ليبرد بعد أن يشعل. ذلك هو خبز يلكيونيليبا (Jälkiuunileipä، تعني خبز الفرن) يمكن أن يظل يخبز في الحرارة المتبقية. يـُـكسبه وقت الخبز الأطول في درجة حرارة أقل لوناً أغمق وكثافة وصلابة أكبر من خبز الشيلم العادي، مماثلاً لكعكة الفاكهة. بالإضافة إلى شكل الريكاليبا التقليدي، ويوجد أيضاً قطع مستطيلة على شكل رويسبلا متاحة.

### الخبز المحمص
الخبز المحمص (بالفنلندية: Näkkileipä) خبز شيلم مخمر أن يجفف في شكل رقيق ومقرمش. وفي بعض الأحيان يصنع أحياناً مستخدمين العجين الحامض. الخبز المحمص شائعة جداً في جميع أنحاء دول الشمال وإن خـُزن بشكل صحيح لن يفسد لفترة طويلة. المتغيرات من الخبز هش أكثر سمكا (½ سم)، والتي تحتوي على رقائق البطاطس الهواء (وتسمى näkkileipä فقط) ورقائق البطاطس أرق صور (hapankorppu). النوع الأكثر شيوعاً، وغالبا ما يرتبط تتطبعاً مع المدارس وغيرها من المؤسسات، مستطيل الشكل، على سبيل المثال علامتي كولوناكي (Koulunäkki) وكونتو (Kunto)التجاريتين. الدائري هو شكل آخر. هبانكوربو (Hapankorppu) مستطيل.

## خبز القمح
لأن القمح عادة لم يكن وفيراً كما الشيلم أو الشعير، استخدم القمح أساسا لخبز الحلويات، الكعكات، بولا وهذه الأيام كثيرا ما يتم الجمع بين مع أنواع أخرى من الدقيق لصنع أشياء مثل فطائر اللحم الكريلية وفطائر اللحم.
هناك عدد قليل من خبز القمح في فنلندا، ورغم أن معظم من الكعك بسيطة أو أرغفة الخبز مقطع أو غير مقطع إلى شرائح..

### فيسيرينكيلي

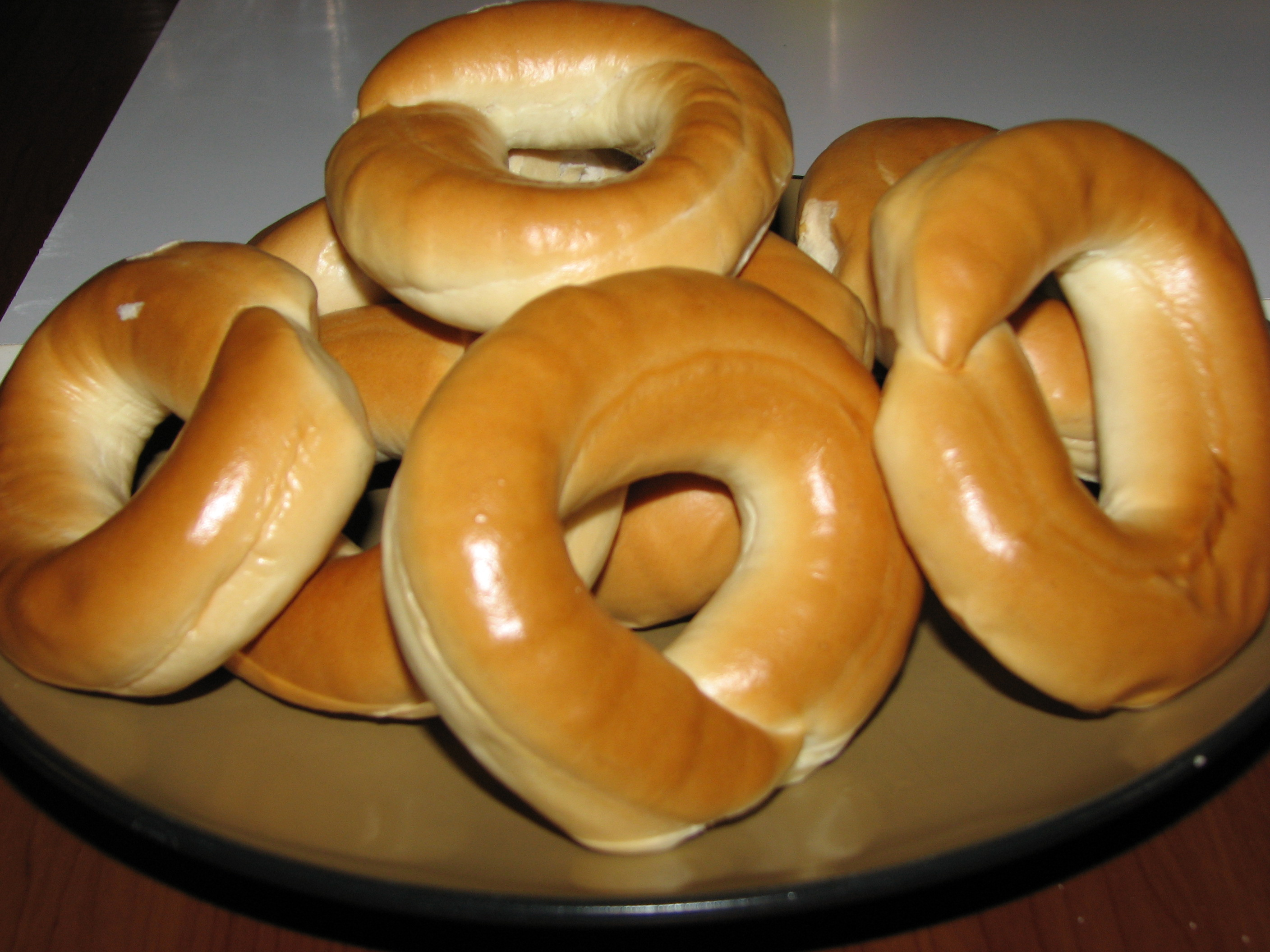
فيسيرينكيلي

فيسيرينكيلي (Vesirinkeli ؛ خاتم الماء) حلقات صغيرة من خبز قمح خميرة مخمرة؛ يشبه خبز بيغل. توضع في ماء مغلي مملح قبل أن تخبز. تؤكل غالباً في الإفطار محمصة مع الزبدة. ومتوفر في عدة أنواع مختلفة في محلات السوبر ماركت.

## أنواع خبز أخرى
يوجد عدد لا يحصى من أصناف الخبز في جميع أنحاء فنلندا، وسيكون من المستحيل إدراجها جميعاً، ولكن هناك بعض الأنواع الهامة التي لا تتناسب مع مجالات أخرى، وسنذكرها أدناه.

### خبز الشوفان

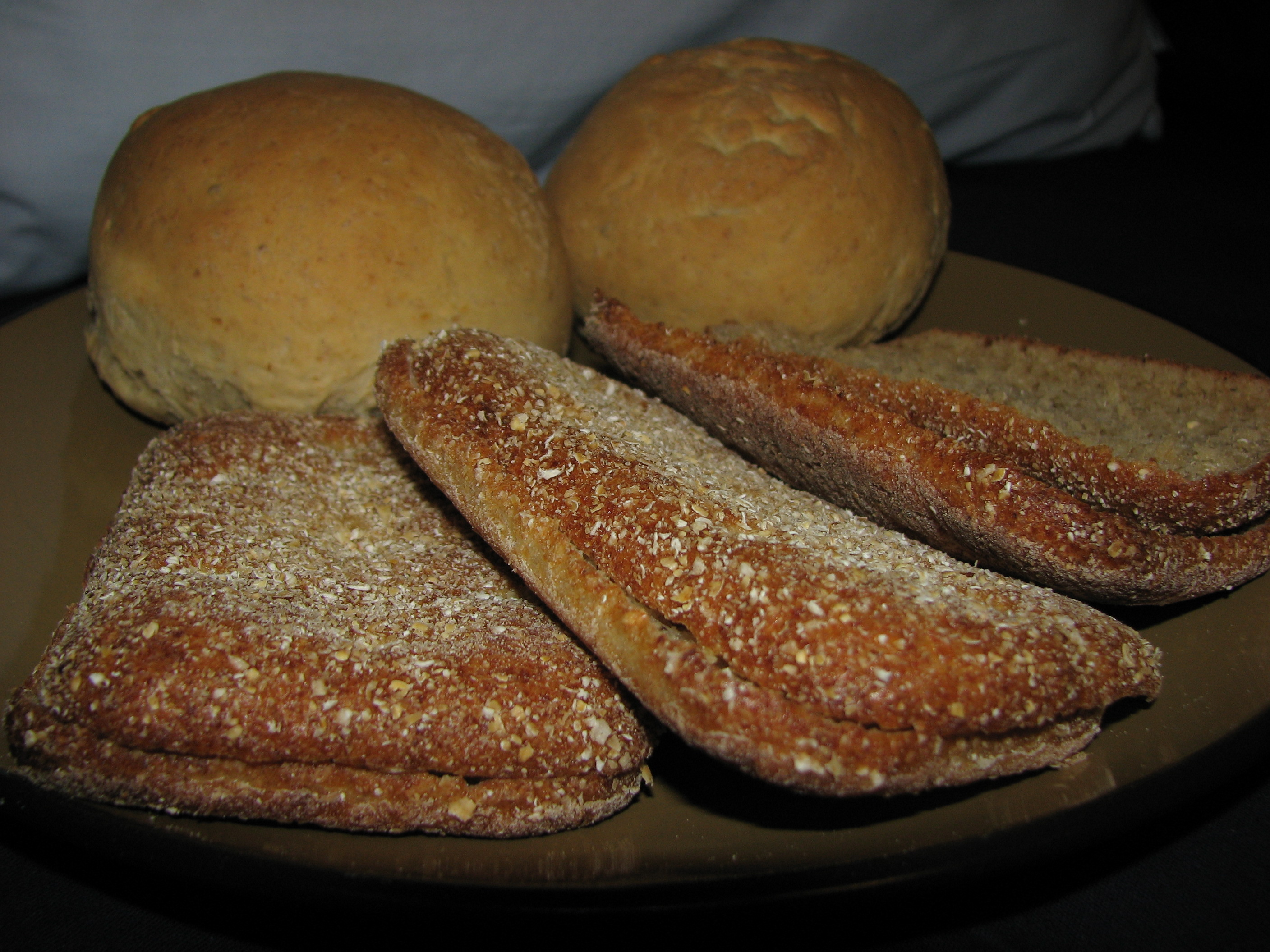
أقراص خبز الشوفان وكاورابلا

الشوفان (kaura) هو أكثر أنواع الحبوب المنتجة في فنلندا شيوعاً لذلك فمن المنطقي أن يكون خبز الشوفان شعبياً جداً، برغم أنه لا يضاهي شعبية خبز الشيلم. الاستخدام الأكثر شيوعاً للخبز على شكل أقراص وخبيزات (sämpylä) أو في قطع خبز رطبة مسطحة تشبه خبز الشيلم بنوعي رويسبلا أو ريسومييس.

### خبز البطاطا
البطاطا، رغم تأخر دخولها إلى فنلندا، تتميز بشكل كبير في النظام الغذائي، ووجدت طريقها إلى أنواع خبز كثيرة. عادة ما تكون العجين المصنوعة بالبطاطا لينة جدا ويكون الخبز أرطب منفوشة أكثر من خبز قمح أو شوفان عادي.

### خبز عيد الميلاد
ثمت عدة أنواع من خبز عيد الميلاد، ولكن معظمها تـُعمل بطريقة مشابهة لخبز رويسليمبو الأساسي إلا أنها عادة ما تشمل دبس السكر وغيرها من نكهات وقت عيد الميلاد مثل البرتقال، والقرفة والشـُّمر واليانسون والكمون.

### كوربو
كوربو (Korppu؛ الشابورة) صلب ومقرمش، يشابه الخبيزات ولكنه عادة مقسم إلى نصفين وأكثر صلابة. وغالبا ما تكون طرق الإعداد الحلوة بإضافة مسحوق القرفة والسكر عليه. توجد أيضاً أشكال مختلفة من كوربو مسطحة تماماً وغير مخمر، عادة ما تكون مصنوعة إمـّا من الشيلم أو الشوفان.

### رييسكا

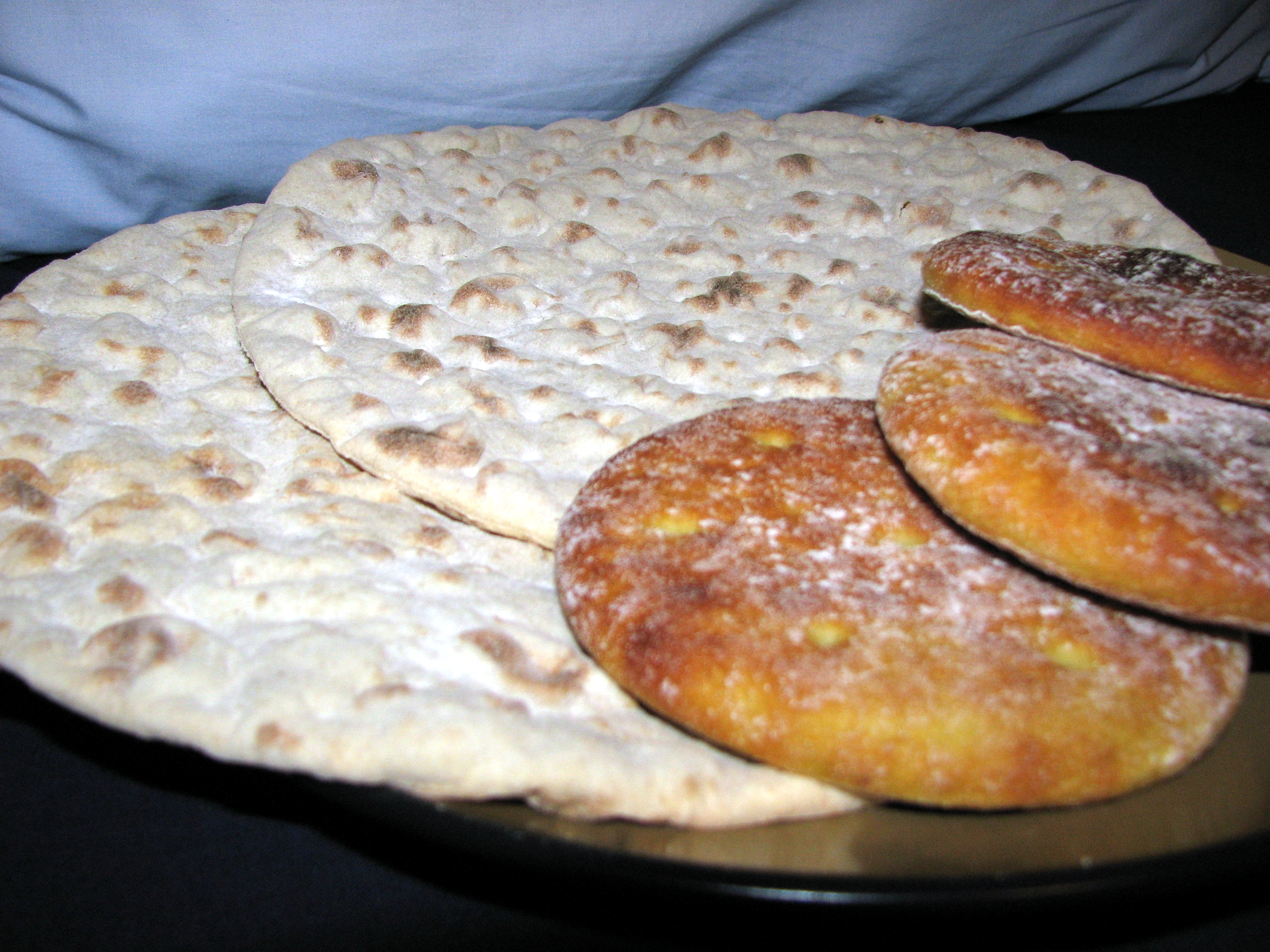
رييسكا شوفان وبطاطا

هناك عدة أنواع أو رييسكا (Rieska). رييسكا هو خبز شعير مسطح غير مختمر، والتي تـُحضر على نحو مماثل للخبز المحمص، ولكن دون أن تـُجفف حتى القرمشة. تـُقدم غالباً دافئة بالزبدة وتأكل مع الحليب. الأنواع الأكثر شيوعاً من الرييسكا هي:
- بيرونارييسكا (Perunarieska؛ رييسكا البطاطا)
- أوهرارييسكا (Ohrarieska؛ رييسكا الشعير)
- رويسرييسكا (Ruisrieska؛ رييسكا الشيلم) غالباً هذا النوع من الرييسكا يـُحضر من دون دقيق شعير.
- مايتورييسكا (Maitorieska؛ رييسكا الحليب) هو اختصاص محلي وطعام تقليدي في منطقة أوليفييسكا (Ylivieska) فنلندا. مشابه جداً للأوهرارييسكا العادي، ولكنه مصنوع من الحليب بدلا من مخيض اللبن أو اللبن الرائب.

## الحلويات

### بولا
البولا (Pulla) خبز منكه بالهال ومحلى ومخمر بالخميرة، يقدم غالباً مع القهوة. وعلى النقيض من الخبز المحلاة لدى أمم أخرى، لا توضع عليه الزبدة. عندما تصنع البولا على شكل خبيزات مع القرفة والسكر وتـُقطع حلزونياً قبل الخبز، تصبح كوفابوستي (Korvapuusti (خبيزة القرفة).

### سوكريكوربو
السوكريكوربو (Sokerikorppu) من أنواع خبز الكوربو (الشابورة، انظر أعلى) وهو محلى بالسكر ومتبل بالقرفة.

## وصلات خارجية
- الشيلم التقليدي[وصلة مكسورة]، ruokatieto.fi